# Parco nazionale di Arusha
Il parco nazionale di Arusha (in inglese Arusha National Park) è un'area naturale protetta nel nord della Tanzania, situata a 25 km dalla città di Arusha e 35 km dall'aeroporto del Kilimanjaro. Appartiene a un gruppo di parchi noto come "Northern Safari Circuit", che include anche il parco nazionale del lago Manyara, il parco nazionale del Tarangire, il parco nazionale del Serengeti e la riserva naturale di Ngorongoro.
Il nome "Arusha" deriva da Warusha, il nome della popolazione locale della regione. Molti toponimi locali sono legati alla tradizione dei Masai, un altro popolo presente nell'area.

## Territorio
Pur essendo uno dei parchi meno estesi della Tanzania, con un'area di 137 km², il parco comprende numerosi habitat distinti. Si possono distinguere tre aree principali: il cratere Ngurdoto, i laghi Momela (o Momella) e il Monte Meru. Le pendici del Ngurdoto sono coperte da foresta pluviale, mentre all'interno del cratere si trovano paludi e aree di savana; sul Meru, in quota, si trova una vegetazione di tipo alpino.

## Fauna
La fauna del parco è altrettanto diversificata. L'avifauna è rappresentata da oltre 300 specie, alcune migratorie e altre stanziali, buona parte delle quali concentrate nella zona dei laghi Momela, in cui si trovano enormi colonie di fenicotteri. Il parco è anche noto per avere la più grande concentrazione di giraffe del mondo. Altri animali presenti sono per esempio gli ippopotami, i bufali, i facoceri, numerose specie di antilopi, leopardi e iene.

Nel parco sono state censite 10 specie di anfibi e 24 specie di rettili.

## Turismo

Mappa

In alcune aree del parco sono possibili safari a piedi (fatto raro in Tanzania).